# Barrera de potencial

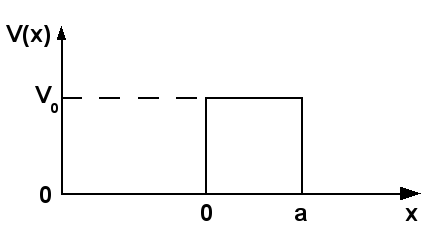

En mecànica quàntica, la barrera de potencial finita és un problema model unidimensional que permet demostrar el fenomen de l'efecte túnel. En aquest cas es resol l'Equació de Schrödinger independent del temps per a una partícula que incideix sobre una barrera de potencial.

## Característiques del moviment
Des del punt de vista clàssic, si l'energia de la partícula és inferior a la barrera, sempre serà reflectida, és a dir, rebotada, mentre que si l'energia és superior a la de la barrera, sempre la travessarà. El comportament quàntic esperat és molt diferent del clàssic. De fet, en l'àmbit quàntic sempre hi ha una probabilitat finita que la partícula «penetri» la barrera i continuï viatjant cap a l'altre costat, fins i tot quan l'energia de la partícula és inferior a la de la barrera. La probabilitat que la partícula passi a través de la barrera és donada pel coeficient de transmissió, mentre que la probabilitat que la partícula sigui reflectida és donada pel coeficient de reflexió.

## Deducció
L'equació de Schrödinger independent del temps en una dimensió és:

(left){\displaystyle H\psi (x)=\left[-{\frac {\hbar ^{2}}{2m}}{\frac {d^{2}}{dx^{2}}}+V(x)\right]\psi (x)=E\psi (x),}

on {\displaystyle H} és el hamiltonià, {\displaystyle \hbar } és la constant de Planck reduïda, {\displaystyle m} és la massa de la partícula, {\displaystyle E} és l'energia de la partícula i 

(1){\displaystyle V(x)={\begin{cases}0&{\mbox{si }}x<0\\V_{0}&{\mbox{si }}0\leq x\leq a\\0&{\mbox{si }}x>a\\\end{cases}}}

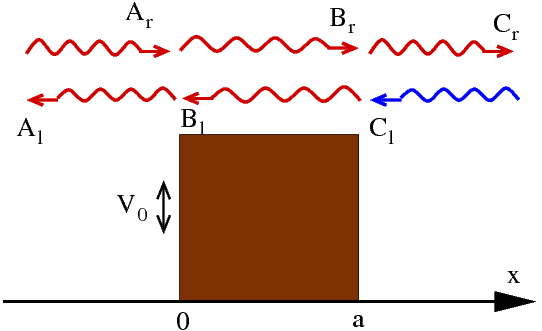
Col·lisió d'una partícula amb una barrera de potencial finit d'altura. S'indiquen les amplituds i el sentit (cap a la dreta i cap a l'esquerra) de les ones. Es representen en vermell les ones que s'han fet servir per obtenir les amplituds de les ones reflectides i transmeses.
En la il·lustració es considera el cas.

és la barrera de potencial d'alçària {\displaystyle V_{0}>0} i amplada {\displaystyle a}.
(Una manera més elegant d'expressar el potencial és en funció de la Funció esglaó de Heaviside, definida per
{\displaystyle \Theta (x)=0,\;x<0;\;\Theta (x)=1,\;x>0\,}. Llavors, el potencial s'expressa com a:{\displaystyle V(x)=V_{0}[\Theta (x)-\Theta (x-a)]\,}).
Amb aquesta elecció de l'origen de coordenades, la barrera es troba entre {\displaystyle x=0} i {\displaystyle x=a}. Tanmateix, és possible qualsevol altra elecció de l'origen de coordenades sense que canviïn els resultats.
La barrera divideix l'espai en tres zones, corresponents a {\displaystyle x<0,0<x<a,x>0\,}. En cadascuna d'aquestes zones el potencial és constant, fet que significa que la partícula és gairebé lliure. Així, la solució general es pot escriure com una superposició d'ones movent-se cap a la dreta i cap a l'esquerra. Quan la partícula té una energia inferior a la de la barrera ({\displaystyle E<V_{0}}), tindrem:

(2){\displaystyle \psi (x)={\begin{cases}A_{r}e^{ik_{0}x}+A_{l}e^{-ik_{0}x}&{\mbox{si }}x<0\\B_{r}e^{k_{1}x}+B_{l}e^{-k_{1}x}&{\mbox{si }}0\leq x\leq a\\C_{r}e^{ik_{0}x}+C_{l}e^{-ik_{0}x}&{\mbox{si }}x>a\\\end{cases}}}

on el nombre d'ones està relacionat amb l'energia:

(3){\displaystyle {\begin{cases}k_{0}={\sqrt {2mE/\hbar ^{2}}}&{\mbox{si }}x<0\qquad o\qquad x>a\\k_{1}={\sqrt {2m(V_{0}-E)/\hbar ^{2}}}&{\mbox{si }}0\leq x\leq a\\\end{cases}}}

La relació entre els coeficients {\displaystyle A,B,C} s'obté de les condicions de contorn de la funció d'ona en {\displaystyle x=0} i {\displaystyle x=a}.
Així, les condicions de continuïtat de la funció d'ona i de la seva primera derivada s'expressen de la manera següent:

(4){\displaystyle {\begin{cases}\lim _{x\to 0^{-}}\psi (x)=\lim _{x\to 0^{+}}\psi (x)\\\lim _{x\to 0^{-}}{\frac {d}{dx}}\psi (x)=\lim _{x\to 0^{+}}{\frac {d}{dx}}\psi (x)\\\lim _{x\to a^{-}}\psi (x)=\lim _{x\to a^{+}}\psi (x)\\\lim _{x\to a^{-}}{\frac {d}{dx}}\psi (x)=\lim _{x\to a^{+}}{\frac {d}{dx}}\psi (x)\\\end{cases}}}

Tenint en compte l'expressió de la funció d'ona, les condicions de contorn imposen les relacions següents entre els coeficients:

(5){\displaystyle {\begin{cases}A_{r}+A_{l}=B_{r}+B_{l},\\ik_{0}(A_{r}-A_{l})=k_{1}(B_{r}-B_{l}),\\B_{r}e^{ak_{1}}+B_{l}e^{-ak_{1}}=C_{r}e^{iak_{0}}+C_{l}e^{-iak_{0}},\\k_{1}(B_{r}e^{ak_{1}}-B_{l}e^{-ak_{1}})=ik_{0}(C_{r}e^{iak_{0}}-C_{l}e^{-iak_{0}})\\\end{cases}}}

## Coeficient de transmissió

Probabilitat de transmissió a través d'una barrera de potencial finita per a. Línia discontínua: resultat clàssic. Línia sòlida: resultat mecànic-quàntic.

El coeficient de transmissió es defineix com la relació entre el flux o la densitat de corrent de l'ona transmesa i el flux de l'ona incident. S'utilitza habitualment per obtenir la probabilitat que una partícula passi a través d'una barrera per l'efecte túnel.
Així, tenim:

{\displaystyle T={\frac {|j_{\mbox{transmesa}}|}{|j_{\mbox{incident}}|}}}

on jincident és la densitat de corrent en l'ona que incideix abans d'assolir la barrera i jtransmesa és la densitat de corrent en l'ona transmesa a l'altre costat de la barrera.
La densitat de corrent associada amb l'ona plana incident és:

{\displaystyle j_{\mbox{incident}}=|A_{r}|^{2}{\frac {\hbar k_{0}}{m}}}

mentre que l'associada amb l'ona plana transmesa és:

{\displaystyle j_{\mbox{transmesa}}=|C_{r}|^{2}{\frac {\hbar k_{0}}{m}}}

D'aquesta manera, el coeficient de transmissió s'obté de la relació entre els quadrats de les amplituds de les ones incident i transmesa:

{\displaystyle T={\frac {|C_{r}|^{2}}{|A_{r}|^{2}}}}

És interessant presentar una expressió aproximada per al coeficient de transmissió quan l'energia de la partícula {\displaystyle E} és inferior a la de la barrera {\displaystyle V_{0}}. Per això, considerem una barrera amb una amplada {\displaystyle a} gran. Si {\displaystyle a\rightarrow \infty }, el coeficient {\displaystyle B_{r}} tendirà a zero per compensar que l'exponencial {\displaystyle e^{k_{1}x}} tendeix a infinit. Així, la condició de continuïtat de la funció d'ona en {\displaystyle x=a} s'expressa, en aquest cas, simplificat com a:

{\displaystyle C_{r}e^{ik_{0}a}=B_{l}e^{-k_{1}a}\rightarrow |C_{r}|^{2}=|B_{l}|^{2}e^{-2k_{1}a}}

D'aquesta manera, si {\displaystyle E<V_{0}}, el coeficient de transmissió depèn de l'amplada de la barrera {\displaystyle a} de forma exponencial:

{\displaystyle T={\frac {|C_{r}|^{2}}{|A_{r}|^{2}}}\sim {\frac {|B_{l}|^{2}}{|A_{r}|^{2}}}e^{-2k_{1}a}}

Per obtenir la dependència amb l'energia, hem de resoldre el sistema d'equacions (5) a fi de relacionar {\displaystyle B_{l}} amb {\displaystyle A_{r}}: 

{\displaystyle B_{l}={\frac {2ik_{0}}{ik_{0}-k_{1}}}A_{r}}

Així:

{\displaystyle T\sim {\frac {4k_{0}^{2}}{k_{0}^{2}+k_{1}^{2}}}e^{-2k_{1}a}={\frac {4E}{V_{0}}}e^{-2{\sqrt {2m(V_{0}-E)/\hbar ^{2}}}a}}

## Solucions exactes

Representació de la part real, la part imaginària i la densitat de probabilitat d'un estat estacionari amb. Es percep que la densitat de probabilitat no varia amb el temps.

{\displaystyle E<V_{0}}
En aquest cas: {\displaystyle k_{1}={\sqrt {2m(V_{0}-E)/\hbar ^{2}}}}
{\displaystyle T={\frac {|C_{r}|^{2}}{|A_{r}|^{2}}}={\frac {4k_{0}^{2}k_{1}^{2}}{4k_{0}^{2}k_{1}^{2}+(k_{0}^{2}+k_{1}^{2})^{2}\sinh ^{2}k_{1}a}}={\frac {4E(V_{0}-E)}{4E(V_{0}-E)+V_{0}^{2}\sinh ^{2}(k_{1}a)}}}
{\displaystyle E>V_{0}}
En aquest cas, {\displaystyle k_{1}={\sqrt {2m(E-V_{0})/\hbar ^{2}}}}
{\displaystyle T={\frac {|C_{r}|^{2}}{|A_{r}|^{2}}}={\frac {4k_{0}^{2}k_{1}^{2}}{4k_{0}^{2}k_{1}^{2}+(k_{0}^{2}-k_{1}^{2})^{2}\sin ^{2}k_{1}a}}={\frac {4E(E-V_{0})}{4E(E-V_{0})+V_{0}^{2}\sin ^{2}(k_{1}a)}}}